# Milharčič
Milharčič je priimek več znanih Slovencev:
- Alojz Milharčič (*1951), duhovnik, magister cerkvenega in civilnega prava
- Ervin Hladnik Milharčič (*1954), novinar, pisatelj
- Ladislav Milharčič (1909—1936), salezijanec in misijonar v Peruju
- Matej Milharčič (1812—1853), duhovnik in misijonar v osrednji Afriki
- Mirjam Milharčič Hladnik (*1959), sociologinja